# S Canis Minoris
S Canis Minoris är en pulserande variabel av Mira Ceti-typ  i stjärnbilden Lilla hunden. 
Stjärnan varierar mellan magnitud +6,6 och 13,2 med en period av 332,94 dygn.